# Condado de Fannin (Geórgia)
O Condado de Fannin é um dos 159 condados do Estado americano de Geórgia. A sede do condado é Blue Ridge, e sua maior cidade é Blue Ridge. O condado possui uma área de 1 014 km², uma população de 19 798 habitantes, e uma densidade populacional de 20 hab/km² (segundo o censo nacional de 2000). O condado foi fundado em 21 de janeiro de 1854.